# هيلكريست هايتس
هيلكريست هايتس (بالإنجليزية: Hillcrest Heights)‏ هي مدينة أمريكية تقع في ولاية فلوريدا. تبلغ مساحة هذه المدينة 0.5 (كم²)،ويبلغ عدد سكانها 266 نسمة حسب إحصاء سنة 2010 م 266.تشير إحصاءات سنة 2000م بأن الكثافة السكانية في هذه المدينة تقدر بـ(665) نسمة/كم2 